# Коноплевка
Коноплевка — деревня в Юхновском районе Калужской области России. Входит в состав сельского поселения «Деревня Колыхманово».

## География
Деревня расположена на правом берегу реки Угра. Территория деревни находится в границах национального парка «Угра».

## Население
| 2002 | 2010 |
| ---- | ---- |
| 6    | ↘2   |

## История
В конце XVIII века помещик П. Г. Щепочкин, сын фабриканта Г. И. Щепочкина, устроил в деревне полотняную фабрику. Пенька для фабрики поставлялась преимущественно из Мосальска, Мещовска и Малоярославца. В 1806 году фабрика была перестроена с заменой деревянных зданий на каменные. В это время её производительность составляла до 64 тысячи аршин парусины в год. На фабрике имелось 80 станков, на которых трудились 189 крепостных. Готовый товар везли в Санкт-Петербург для продажи за границу. Для повышения прибыли в 1810 году на фабрике была установлена машина для беления суровья. Позднее Щепочкин добавил к предприятию ещё один цех — для производства деревянной кровельной щепы и заготовок для спичек.
Фабрика являлась вододействующей, поэтому все производственные механизмы размещались возле устроенной на ручье Руссова речка (притоке Угры) земляной плотины, высота которой составила 6-8 м. Однако основное питание образованного плотиной пруда осуществлялось не за счёт самого ручья, а за счёт соседнего озера Озерки (на котором стоит одноимённая деревня). От западной оконечности озера к верховьям ручья был прорыт обвалованный канал длиной более 1.5 км, глубиной до 5 метров и шириной до 10 м. Для управления подачей воды в канал у его начала у озера имелся шлюз. Канал и плотина сохранились по состоянию на начало XXI века. Через плотину проходит старая дорога между Коноплевкой и деревней Палатки.